# Peak Signal to Noise Ratio
Le PSNR (sigle de Peak Signal to Noise Ratio), en français le rapport du pic du signal sur bruit (PSSB)est une mesure de distorsion utilisée en image numérique, tout particulièrement en compression d'image. Elle permet de quantifier la performance des codeurs en mesurant la qualité de reconstruction de l'image compressée par rapport à l'image originale.

## Définition
Le {\displaystyle PSNR} est défini par la formule suivante ,, :
{\displaystyle {\mathit {PSNR}}=10\cdot \log _{10}\left({\frac {d^{2}}{\mathit {EQM}}}\right)}
où {\displaystyle d} est la dynamique du signal (la valeur maximum possible pour un pixel), dans le cas standard d'une image codée sur 8-bits, {\displaystyle d=255}.
{\displaystyle EQM} est l'erreur quadratique moyenne, elle est définie pour 2 images {\displaystyle I_{o}} et {\displaystyle I_{r}} de taille m×n par la formule suivante,,:
{\displaystyle {\mathit {EQM}}={\frac {1}{mn}}\sum _{i=0}^{m-1}\sum _{j=0}^{n-1}(I_{o}(i,j)-I_{r}(i,j))^{2}}
Si le PSNR est utile pour mesurer la proximité de l'image compressée par rapport à l'original au niveau du signal, il ne prend pas en compte la qualité visuelle de reconstruction et ne peut pas être considéré comme une mesure objective de la qualité visuelle d'une image.